# Donorov Lumbengarav
Donorov Lumbengarav (Ulan Bator, 27 de enero de 1977) es un futbolista de Mongolia que juega como defensa. Es el jugador mongol que más goles ha marcado por su selección (7 goles en 34 partidos).

## Trayectoria
Lumbengarav debutó como futbolista a los 20 años, jugando para el Delger. Dos años después cambió de equipo, jugando ahora para el Bayangol FC; club en el que permaneció hasta el año siguiente. En 2001 fue contratado por el poderoso Mon-Uran. Sus buenas actuaciones e importantes goles le valieron para permanecer hasta el año 2000.
En 2004, recaló en otro grande, el Khoromkhon, en donde siguió mostrando sus grandes cualidades como defensa. Tres años después, fue fichado por el Khangarid, jugando por una temporada. En 2008 jugó para el Erchim FC y al año siguiente cambió de aires, jugando para el Ulan Bator University, en donde sigue hasta la actualidad.

## Selección nacional
Donorov Lumbengarav debutó con su selección el 29 de febrero de 2000 en un partido amistoso contra Uzbekistán que acabó con derrota de Mongolia por 8-1.
El 24 de febrero de 2003 anotó su primer gol con la selección absoluta. Su víctima fue la Selección de Guam; en un partido válido de la Primera Ronda de la Copa del Este de Asia de 2003 que finalizó a favor de Mongolia por 2-0. Dos meses después, el 25 de abril, estuvo presente en la máxima victoria que obtuvo su selección y contribuyó con ella al anotar uno de los 5 goles (61'). La víctima fue otra vez Guam y el partido finalizó con score a favor de Mongolia por 5-0, en el marco de la Clasificación a la Copa de Asia del 2004.
Ha sido capitán de su selección en las ediciones clasificatorias a la Copa Mundial de 2002, 2006 y 2010, además de otros partidos, como de la Copa del Este de Asia.
Es uno de los dos futbolistas de Mongolia (el otro es Odkhuu Selenge) que ha logrado marcarle a una selección importante del continente asiático, Corea del Norte; en un cotejo válido para las Eliminatorias al Mundial Sudáfrica 2010 que finalizó con derrota mongola por 5-1.
A pesar de su posición defensiva, siempre ha sabido proyectarse con mucha habilidad en el ataque, razón por la cual es el goleador de la selección de su país con 7 tantos. Marcó su séptimo tanto el 15 de marzo de 2011 al anotarle a la Selección de Filipinas; ubicándose como goleador absoluto y dejando en segundo lugar en la lista de goleadores de la Selección de Mongolia a su compañero de selección, Ganbaatar Tugsbayar (6).

## Clubes
| Club                  | País     | Año         |
| --------------------- | -------- | ----------- |
| Delger                | Mongolia | 1997 - 1998 |
| Bayangol FC           | Mongolia | 1999 - 2000 |
| Mon-Uran              | Mongolia | 2001 - 2003 |
| Khoromkhon            | Mongolia | 2004 - 2006 |
| Khangarid             | Mongolia | 2007        |
| Erchim                | Mongolia | 2008        |
| Ulan Bator University | Mongolia | 2009 -      |

## Palmarés

### Campeonatos nacionales
| Título         | Club                  | País     | Año  |
| -------------- | --------------------- | -------- | ---- |
| Niislel League | Delger                | Mongolia | 1997 |
| Niislel League | Khoromkhon            | Mongolia | 2005 |
| Niislel League | Erchim                | Mongolia | 2008 |
| Niislel League | Ulan Bator University | Mongolia | 2009 |

### Distinciones individuales
| Distinción                | Año  |
| ------------------------- | ---- |
| Mejor defensa de Mongolia | 2001 |
| Mejor defensa de Mongolia | 2002 |
| Mejor defensa de Mongolia | 2003 |
| Mejor defensa de Mongolia | 2005 |
| Mejor defensa de Mongolia | 2009 |
| Mejor defensa de Mongolia | 2010 |